# Andrei Cucu
Andrei Cucu (n. 31 august 1948, satul Hulboaca, parte a municipiului Chișinău) este un politician al Republicii Moldova, care a îndeplinit funcția de Viceprim-ministru, Ministru al Economiei al Republicii Moldova în cabinetele lui Dumitru Braghiș și Vasile Tarlev.

## Cariera profesională
Andrei Cucu s-a născut la data de 31 august 1948 în satul Hulboaca, parte a municipiului Chișinău. A absolvit Institutul Politehnic din Chișinău, specialitatea - inginer-mecanic, economist. A urmat apoi studii de perfecționare la Universitățile din Washington (SUA) și Bredford (Marea Britanie).
După absolvirea Institutului Politehnic în anul 1971 își începe activitatea la Combinatul de pâine din Chișinău. În perioada 1972-1985 deține diverse funcții la Trustul “Monolit” al Ministerului Construcțiilor.
În anul 1985 este ales în funcția de vicepreședinte al Comitetului executiv raional Octombrie pe problemele economice, apoi președinte al Consiliului raional. Între anii 1990-1993 este viceprimar al municipiului Chișinău.

## Cariera politică
În perioada 1993-1994 activează în funcția de președinte al Fondului Proprietății de Stat. În aprilie 1994, Andrei Cucu este numit prim-viceministru al privatizării și administrării proprietății de stat.
Din anul 1998 este vicedirector general, iar din octombrie 1999 - director general al S.A. ”Tirex-Petrol”.
La data de 15 martie 2000, Andrei Cucu este numit în funcția de viceprim-ministru, ministru al economiei și reformelor în guvernul Dumitru Braghiș. În baza votului de încredere acordat de Parlament, prin Decretul Președintelui Republicii Moldova, la 19 aprilie 2001, este numit în funcția de viceprim-ministru, ministru al economiei în primul guvern condus de Vasile Tarlev.
La 1 februarie 2002, Consiliul coordonator pentru combaterea corupției, prezidat de președintele Voronin, i-a recomandat lui Vasile Tarlev să-l demită pe vicepremierul și ministrul Economiei, Andrei Cucu. Acesta a fost acuzat de promovarea pe piața SUA a intereselor uzinei metalurgice din Râbnița, care asigura o mare parte din bugetul regiunii transnistrene. La data de 4 februarie 2002, Andrei Cucu este revocat din funcțiile de viceprim-ministru și ministru al economiei în guvernul Republicii Moldova.
Fostul ministru a fost numit apoi ca membru al Consiliului de administrare al băncii moldovene “Eurocreditbank”.
Andrei Cucu este căsătorit și are doi copii.